# いちき串木野市立生冠中学校
いちき串木野市立生冠中学校（いちきくしきのしりつせいかんちゅうがっこう）は、鹿児島県いちき串木野市生福にある市立の中学校である。

## 概要
いちき串木野市の北東部にある中学校であり、生福の中央部に位置している。2020年現在で全校生徒は45名が在籍している。

## 沿革
- 1947年（昭和22年） - 串木野町立第三中学校として設置される[2]。
- 1949年（昭和24年） - 串木野町立生冠中学校に改称[2]。
- 1950年（昭和25年） - 串木野町が市制施行し串木野市となったのに伴い、串木野市立生冠中学校に改称[2]。
- 2005年（平成17年） - 串木野市が市来町と対等合併しいちき串木野市となったのに伴い、いちき串木野市立生冠中学校に改称。

## 通学区域
- 生福小学校の通学区域の全域
- 冠岳小学校の通学区域の全域

## 著名な卒業生
- 大六野秀畝　（陸上競技選手）